# Friedrich Hirzebruch
Friedrich Ernst Peter Hirzebruch (Hamm, 17 de outubro de 1927 — Bonn, 27 de maio de 2012) foi um matemático alemão.

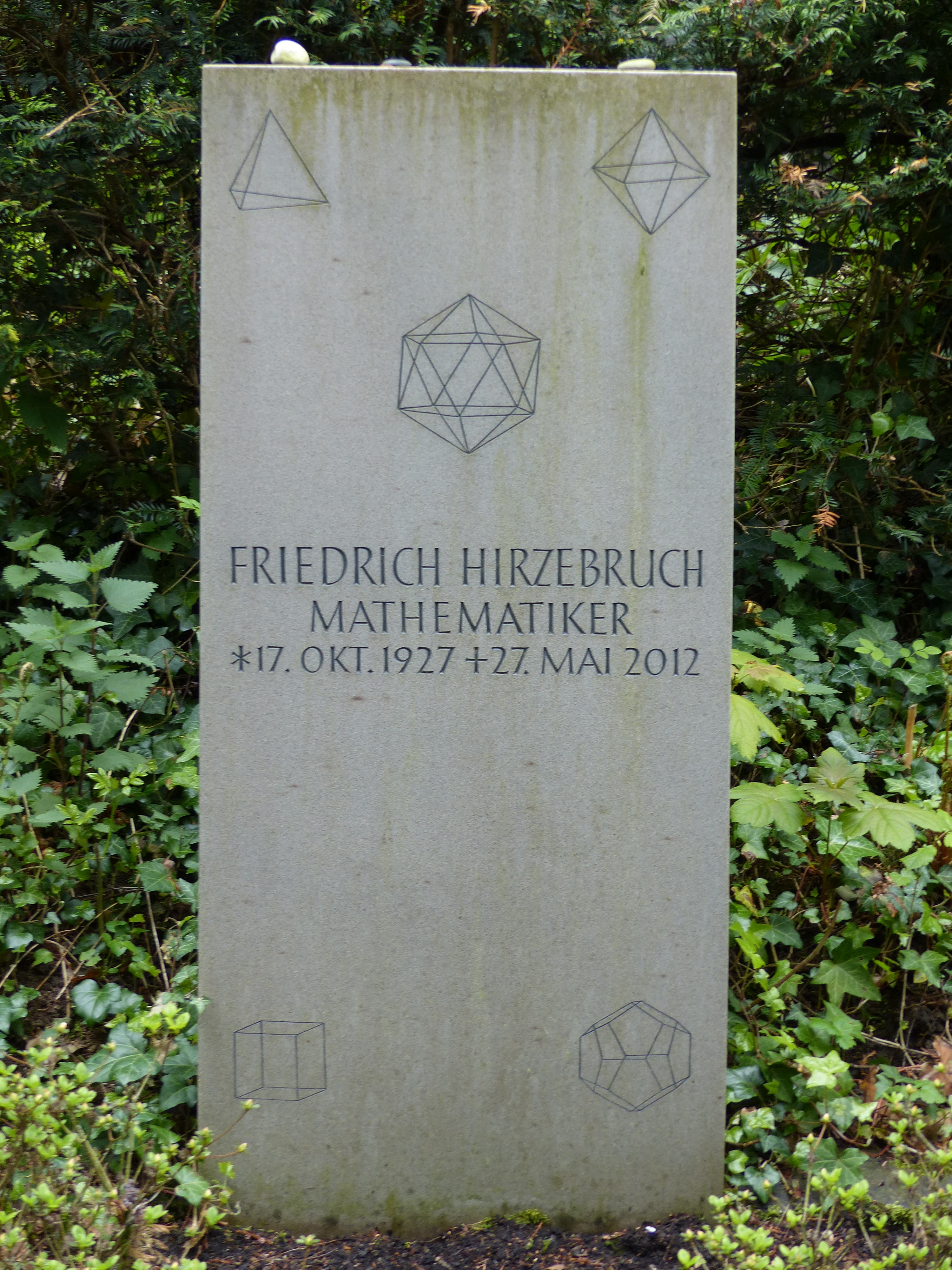
Sepultura no Poppelsdorfer Friedhof

Hirzebruch foi sepultado no Poppelsdorfer Friedhof. Em sua pedra sepulcral encontram-se cinco imagens dos cinco sólidos platônicos, sendo o icosaedro, que também serve como símbolo do Instituto Max Planck de Matemática em Bonn, localizado no centro. Por causa de suas diversas conexões cruzadas, os cinco corpos pertenciam aos objetos favoritos de Hirzebruch na matemática.

## Honrarias
- 1988 - Prêmio Wolf de Matemática
- 1989 - Medalha Lobachevsky
- 1996 - premiado pelo governo japonês com a Ordem do Sagrado Tesoro[5]
- 1999 - Medalha Albert Einstein
- 1999 - Medalha Stefan Banach
- 2004 - Medalha Cantor